# Bni Bouayach
Bni Bouayach (arabiska: بني بوعياش) är en stad i Marocko. Den ligger i provinsen Al Hoceïma och regionen Tanger-Tétouan-Al Hoceïma, 300 km öster om huvudstaden Rabat. Antalet invånare var 18 271 vid folkräkningen 2014.